# Patinatge de velocitat als Jocs Olímpics d'hivern de 1956 - 10.000 metres masculins
Als Jocs Olímpics d'Hivern de 1956 celebrats a la ciutat de Cortina d'Ampezzo (Itàlia) es disputà una prova de patinatge de velocitat sobre gel sobre una distància de 10.000 metres.
La competició se celebrà el dia 31 de gener de 1956 al llac Misurina, sobre gel natural.

## Comitès participants
Participaren 32 patinadors de velocitat de 15 comitès nacionals diferents.
| - Alemanya (2) - Austràlia (1) - Àustria (1) - Canadà (1) - Corea del Sud (1) |  | - Estats Units (1) - Finlàndia (3) - Itàlia (1) - Japó (2) - Noruega (4) |  | - Països Baixos (3) - Regne Unit (2) - Suècia (4) - Txecoslovàquia (2) - Unió Soviètica (4) |

## Resum de medalles
| Or               | Argent          | Bronze           |
| Sigvard Ericsson | Knut Johannesen | Oleg Goncharenko |

## Rècords
Rècords establerts anteriorment als Jocs Olímpics d'hivern de 1956.
| Rècord del món | 16:32.6 | Hjalmar Andersen | Hamar (NOR) | 10 de febrer de 1952 |
| Rècord olímpic | 16:45.8 | Hjalmar Andersen | Oslo (NOR)  | 19 de febrer de 1952 |

En la tercera ronda el soviètic Oleg Goncharenko establí un nou rècord olímipc amb 16:42.3 minuts, batut en la setena ronda pel noruec Knut Johannesen amb un temps de 16:36.9 minuts. Finalment el suec Sigvard Ericsson establí un nou rècord olímpic en la seva ronda, la desena, amb un temps de 16:35.9 minuts.
1. 1 2  El rècord va ser esatablert en altura (més de 1.000 metres sobre el nivell del mar) i sobre gel natural.

## Results
| Place | Speed skater         | Time       |
| ----- | -------------------- | ---------- |
| 1     | Sigvard Ericsson     | 16:35.9 RO |
| 2     | Knut Johannesen      | 16:36.9    |
| 3     | Oleg Goncharenko     | 16:42.3    |
| 4     | Sverre Ingolf Haugli | 16:48.7    |
| 5     | Kees Broekman        | 16:51.2    |
| 6     | Hjalmar Andersen     | 16:52.6    |
| 7     | Boris Yakimov        | 16:59.7    |
| 8     | Olle Dahlberg        | 17:01.3    |
| 9     | Boris Tsybin         | 17:03.4    |
| 10    | Helmut Kuhnert       | 17:04.6    |
| 11    | Johnny Cronshey      | 17:05.6    |
| 12    | Juhani Järvinen      | 17:05.9    |
| 13    | Sven Andersson       | 17:13.5    |
| 14    | Vladimír Kolář       | 17:16.9    |
| 15    | Gunnar Ström         | 17:17.0    |
| 16    | Vladimir Shilykovski | 17:17.6    |
| 17    | Kauko Salomaa        | 17:19.0    |
| 18    | Wim de Graaff        | 17:21.6    |
| 19    | Knut Tangen          | 17:22.3    |
| 20    | John Hearn           | 17:27.6    |
| 21    | Hans Keller          | 17:27.7    |
| 22    | Taketsugu Asazaka    | 17:35.3    |
| 23    | Yoshiyasu Gomi       | 17:35.9    |
| 24    | Toivo Salonen        | 17:37.6    |
| 25    | Egbert van't Oever   | 17:37.7    |
| 26    | Bohumil Jauris       | 17:38.4    |
| 27    | Colin Hickey         | 17:45.6    |
| 27    | Pat McNamara         | 17:45.6    |
| 29    | Arthur Mannsbarth    | 17:47.8    |
| 30    | Kim Jong-Sun         | 17:52.6    |
| 31    | Ralf Olin            | 17:59.2    |
| 32    | Carlo Calzà          | 18:32.8    |

RO: rècord olímpic